# Liste des sites classés et inscrits des Pyrénées-Orientales

Localisation des Pyrénées-Orientales (en rouge) en France.

Cet article recense les sites classés et inscrits des Pyrénées-Orientales, en France.

## Liste

### Sites classés
La liste suivante recense les sites classés des Pyrénées-Orientales.
Les sites peuvent être classés suivant un ou plusieurs critères : artistique, pittoresque, scientifique, historique, légendaire (ou tout critère).
| Site | Communes | Date                           | Superficie (ha) | Critères et notes                                                                           | Coordonnées                 | Photo |
| --- | --- | ------------------------------ | --------------- | ------------------------------------------------------------------------------------------- | --------------------------- | ----- |
| Étang de Lanoux | Angoustrine-Villeneuve-des-Escaldes | 8 juillet 1992                 | 3 788,16        |                                                                                             | 42° 35′ 09″ N, 1° 55′ 44″ E |       |
| Lac des Bouillouses | Les Angles, Angoustrine-Villeneuve-des-Escaldes, Bolquère, Font-Romeu-Odeillo-Via, La Llagonne, Porté-Puymorens                                                                 | 24 juin 1976                   | 4 639,86        |                                                                                             | 42° 33′ 19″ N, 2° 01′ 04″ E |       |
| Rochers du Racou et domaine public maritime | Argelès-sur-Mer | 24 mars 1980                   | 76,8            |                                                                                             | 42° 32′ 05″ N, 3° 03′ 29″ E |       |
| Massif du Canigou et ses abords | Baillestavy, La Bastide, Casteil, Clara-Villerach, Corsavy, Estoher, Fillols, Mantet, Prats-de-Mollo-la-Preste, Py, Saint-Marsal, Taurinya, Le Tech, Valmanya, Vernet-les-Bains | 22 août 2013                   | 23 231,27       |                                                                                             | 42° 29′ 59″ N, 2° 26′ 45″ E |       |
| Bassin de la Baillaury | Banyuls-sur-Mer | 11 avril 2003                  | 3 381,38        |                                                                                             | 42° 27′ 55″ N, 3° 06′ 21″ E |       |
| Cap de la Vella (ou Cap de l'Abeille) | Banyuls-sur-Mer | 5 octobre 1976                 | 84,65           |                                                                                             | 42° 28′ 34″ N, 3° 09′ 19″ E |       |
| Cap Ullastrell | Banyuls-sur-Mer, Port-Vendres | 20 mai 1980 5 juin 1980        | 166,82          | Le cap et son domaine public maritime font l'objet de deux arrêtés de classement distincts. | 42° 29′ 48″ N, 3° 07′ 36″ E |       |
| Abords du prieuré de Serrabona | Boule-d'Amont | 18 décembre 1981               | 483,12          | Le prieuré est classé au titre des monuments historiques.                                   | 42° 36′ 12″ N, 2° 35′ 55″ E |       |
| Abbaye Saint-Martin du Canigou | Casteil | 30 juin 1927                   | 32,48           | L'abbaye est classée au titre des monuments historiques.                                    | 42° 31′ 42″ N, 2° 24′ 17″ E |       |
| Château de Castelnou et ses abords | Castelnou | 18 septembre 1947              | 2,43            |                                                                                             | 42° 37′ 08″ N, 2° 42′ 08″ E |       |
| Pech de Bugarach et crête nord du synclinal du Fenouillèdes                                                                                        | Caudiès-de-Fenouillèdes, Maury, Prugnanes, Saint-Paul-de-Fenouillet, Tautavel                                                                                                   | 14 février 2017                | 15 076,21       | Le site s'étend également sur le département voisin de l'Aude                               | 42° 50′ 35″ N, 2° 32′ 06″ E |       |
| Anse de Terrimbo | Cerbère | 9 janvier 1981 23 janvier 1981 | 15,78           | L'anse et son domaine public maritime font l'objet de deux arrêtés de classement distincts. | 42° 27′ 03″ N, 3° 09′ 42″ E |       |
| Plantations des boulevards Maréchal-Joffre, Jean-Jaurès, La Fayette et Arago, et des places de Rivoli, de la Liberté, de la République et Tilleuls | Céret | 7 mars 1944                    | 1,2             |                                                                                             | 42° 29′ 06″ N, 2° 44′ 53″ E |       |
| Abbaye Saint-Michel de Cuxa | Codalet, Taurinya | 17 janvier 1977                | 356,18          | L'abbaye est classée au titre des monuments historiques.                                    | 42° 35′ 31″ N, 2° 25′ 11″ E |       |
| Cirque des collines de Collioure | Collioure | 9 mars 1993                    | 388,95          |                                                                                             | 42° 30′ 56″ N, 3° 04′ 54″ E |       |
| Glacis du château de Collioure | Collioure | 27 janvier 1934                | 2,92            |                                                                                             | 42° 31′ 31″ N, 3° 05′ 01″ E |       |
| Réseau André Lachambre | Corneilla-de-Conflent, Ria-Sirach | 18 janvier 1991                | 287,9           |                                                                                             | 42° 35′ 23″ N, 2° 22′ 57″ E |       |
| Ermitage et calvaire de Font-Romeu | Font-Romeu-Odeillo-Via | 30 juin 1927                   | 183,19          | L'ermitage est classé au titre des monuments historiques.                                   | 42° 30′ 34″ N, 2° 02′ 45″ E |       |
| Cirque des lacs de Camporells | Formiguères | 12 septembre 1984              | 1 655,4         |                                                                                             | 42° 38′ 07″ N, 2° 00′ 37″ E |       |
| Orgues d'Ille-sur-Têt | Ille-sur-Têt | 9 décembre 1981                | 106,33          |                                                                                             | 42° 40′ 56″ N, 2° 36′ 55″ E |       |
| Château d'Opoul et ses abords | Opoul-Périllos | 2 juin 1987                    | 16,77           |                                                                                             | 42° 52′ 36″ N, 2° 51′ 42″ E |       |
| Jardins du bastion Saint-Jacques | Perpignan | 18 novembre 1942               | 0,19            |                                                                                             | 42° 41′ 55″ N, 2° 54′ 12″ E |       |
| Cap Béar, ses abords et le domaine public maritime                                                                                                 | Port-Vendres | 4 septembre 1978               | 426,2           |                                                                                             | 42° 30′ 46″ N, 3° 07′ 18″ E |       |
| Fort de Salses et ses abords | Salses-le-Château | 26 mars 1990                   | 241,61          | Le fort est classé au titre des monuments historiques.                                      | 42° 50′ 30″ N, 2° 54′ 42″ E |       |
| Gorges de la Carança | Thuès-Entre-Valls | 30 juin 1927                   | 8,85            |                                                                                             | 42° 31′ 09″ N, 2° 13′ 21″ E |       |
| Parc de Palauda | Thuir | 10 mai 1976                    | 7,46            |                                                                                             | 42° 38′ 11″ N, 2° 45′ 29″ E |       |

### Sites inscrits

#### Sites actuels
La liste suivante recense les sites inscrits de les Pyrénées-Orientales en 2024.
| Site                                                       | Communes                            | Date              | Superficie (ha) | Critères et notes                                            | Coordonnées                 | Photo |
| ---------------------------------------------------------- | ----------------------------------- | ----------------- | --------------- | ------------------------------------------------------------ | --------------------------- | ----- |
| Parc des thermes romains                                   | Amélie-les-Bains-Palalda            | 24 novembre 1944  | 3,46            |                                                              | 42° 28′ 17″ N, 2° 40′ 04″ E |       |
| Partie haute du village de Palalda                         | Amélie-les-Bains-Palalda            | 25 septembre 1944 | 0,66            |                                                              | 42° 29′ 05″ N, 2° 40′ 30″ E |       |
| Porte, vestiges du vieux château et rochers                | Les Angles                          | 12 septembre 1945 | 0,03            |                                                              | 42° 34′ 36″ N, 2° 04′ 30″ E |       |
| Ermitage Notre-Dame-de-Vie et chapelle Sainte-Madeleine    | Argelès-sur-Mer                     | 24 octobre 1944   | 14,81           |                                                              | 42° 31′ 43″ N, 2° 59′ 57″ E |       |
| Rochers du Racou                                           | Argelès-sur-Mer                     | 23 octobre 1944   | 11,44           |                                                              | 42° 32′ 14″ N, 3° 03′ 23″ E |       |
| Salt de Maria Valenta et ses abords                        | Arles-sur-Tech                      | 7 août 1944       | 68,19           |                                                              | 42° 26′ 23″ N, 2° 37′ 45″ E |       |
| Chapelle Saint-Pierre et vallée du Riuferrer               | Arles-sur-Tech                      | 25 septembre 1944 | 4,23            | La chapelle est inscrite au titre des monuments historiques. | 42° 27′ 48″ N, 2° 37′ 13″ E |       |
| Hameaux de la route des Mas                                | Banyuls-sur-Mer                     | 30 avril 2003     | 7,96            |                                                              | 42° 28′ 08″ N, 3° 06′ 25″ E |       |
| Île grosse et monument Maillol                             | Banyuls-sur-Mer                     | 24 octobre 1944   | 0,52            |                                                              | 42° 28′ 55″ N, 3° 08′ 14″ E |       |
| Ermitage Notre-Dame-de-Pène et salt de la Donzella         | Cases-de-Pène                       | 20 décembre 1943  | 38,84           |                                                              | 42° 46′ 12″ N, 2° 46′ 57″ E |       |
| Abbaye Saint-Martin du Canigou                             | Casteil                             | 22 janvier 1943   | 11,94           | L'abbaye est classée au titre des monuments historiques.     | 42° 31′ 46″ N, 2° 23′ 51″ E |       |
| Village de Castelnou, son château et ses remparts          | Castelnou                           | 18 septembre 1947 | 256,53          |                                                              | 42° 37′ 24″ N, 2° 41′ 59″ E |       |
| Église Notre-Dame de Laval et ses abords                   | Caudiès-de-Fenouillèdes             | 16 août 1944      | 1,66            | L'église est classée au titre des monuments historiques.     | 42° 48′ 09″ N, 2° 23′ 07″ E |       |
| Chapelle rurale de Saint-Martin et ses abords              | Caudiès-de-Fenouillèdes             | 16 août 1944      | 1,07            |                                                              | 42° 48′ 35″ N, 2° 22′ 16″ E |       |
| Fort et ses abords                                         | Caudiès-de-Fenouillèdes             | 17 août 1944      | 0,05            |                                                              | 42° 48′ 50″ N, 2° 22′ 29″ E |       |
| Gorges de Saint-Jaumes                                     | Caudiès-de-Fenouillèdes, Fenouillet | 21 septembre 1944 | 12,22           |                                                              | 42° 47′ 54″ N, 2° 23′ 00″ E |       |
| Ruines de Castel Fizel et ses abords                       | Caudiès-de-Fenouillèdes, Fenouillet | 25 septembre 1944 | 92,81           |                                                              | 42° 47′ 52″ N, 2° 23′ 48″ E |       |
| Ermitage Saint-Ferréol et ses abords                       | Céret                               | 21 septembre 1945 | 1,21            |                                                              | 42° 31′ 03″ N, 2° 44′ 36″ E |       |
| Mas et couvent des Capucins, et leurs abords               | Céret                               | 27 octobre 1943   | 4,97            |                                                              | 42° 28′ 58″ N, 2° 45′ 07″ E |       |
| Place de l'Ormeau, ruelle d'Amour, fontaine d'Amour, ravin | Céret                               | 2 décembre 1943   | 0,38            |                                                              | 42° 29′ 19″ N, 2° 44′ 49″ E |       |
| Pont du Diable et ses abords                               | Céret                               | 12 septembre 1945 | 2,7             | Le pont est classé au titre des monuments historiques.       | 42° 29′ 42″ N, 2° 44′ 42″ E |       |
| Porte d'Espagne                                            | Céret                               | 6 octobre 1944    | 0,02            |                                                              | 42° 29′ 05″ N, 2° 44′ 56″ E |       |
| Agglomération de Collioure et ses abords                   | Collioure                           | 22 novembre 1945  | 244,2           |                                                              | 42° 31′ 24″ N, 3° 05′ 46″ E |       |
| Tour Madeloc et ses abords                                 | Collioure                           | 22 novembre 1945  | 85,55           |                                                              | 42° 29′ 29″ N, 3° 04′ 03″ E |       |
| Église Saint-Martin et ses abords                          | Corsavy                             | 17 août 1944      | 0,32            | L'église est inscrite au titre des monuments historiques.    | 42° 28′ 04″ N, 2° 35′ 25″ E |       |
| Gorges de la Fou                                           | Corsavy, Montferrer                 | 25 février 1947   | 72,93           |                                                              | 42° 27′ 41″ N, 2° 36′ 10″ E |       |
| Ermitage Saint-Vincent et ses abords                       | Estagel                             | 17 août 1944      | 1,3             |                                                              | 42° 46′ 26″ N, 2° 42′ 14″ E |       |
| Mas de Jau, chapelle Sainte-Marie et leurs abords          | Estagel                             | 25 septembre 1944 | 0,73            |                                                              | 42° 46′ 43″ N, 2° 44′ 22″ E |       |
| Place Arago                                                | Estagel                             | 25 septembre 1944 | 0,2             |                                                              | 42° 46′ 20″ N, 2° 41′ 58″ E |       |
| Agglomération du village d'Eus                             | Eus                                 | 10 septembre 1943 | 17,98           |                                                              | 42° 38′ 36″ N, 2° 27′ 23″ E |       |
| Ruines du château de Sabarda et leurs abords               | Fenouillet                          | 21 septembre 1944 | 1,2             | Le château est inscrit au titre des monuments historiques.   | 42° 47′ 26″ N, 2° 22′ 51″ E |       |
| Terrains avoisinant le fort Libéria                        | Fuilla, Villefranche-de-Conflent    | 6 novembre 1933   | 17,32           |                                                              | 42° 35′ 21″ N, 2° 21′ 52″ E |       |
| Centre ancien de Marquixanes                               | Marquixanes                         | 21 novembre 1986  | 5,06            |                                                              | 42° 38′ 28″ N, 2° 29′ 05″ E |       |
| Chapelle Saint-Martin de Fenollar                          | Maureillas-las-Illas                | 28 novembre 1968  | 4,2             | La chapelle est classée au titre des monuments historiques.  | 42° 30′ 13″ N, 2° 49′ 18″ E |       |
| Église, place de Lafayette et leurs abords                 | Millas                              | 18 septembre 1944 | 0,31            | L'église est inscrite au titre des monuments historiques.    | 42° 41′ 30″ N, 2° 41′ 48″ E |       |
| Ermitage de Força Réal et ses abords                       | Millas, Montner                     | 18 septembre 1944 | 76,68           |                                                              | 42° 43′ 50″ N, 2° 41′ 56″ E |       |
| Château de Montalba et ses abords                          | Montalba-le-Château                 | 2 mai 1974        | 0,71            | Le château est inscrit au titre des monuments historiques.   | 42° 41′ 46″ N, 2° 33′ 33″ E |       |
| Cours et quai de la Basse                                  | Perpignan                           | 11 mai 1944       | 8,26            |                                                              | 42° 41′ 54″ N, 2° 53′ 25″ E |       |
| Jardins et promenades de la Pépinière                      | Perpignan                           | 24 octobre 1944   | 7,3             |                                                              | 42° 42′ 02″ N, 2° 53′ 10″ E |       |
| Square des Platanes                                        | Perpignan                           | 18 septembre 1947 | 3,62            |                                                              | 42° 42′ 06″ N, 2° 54′ 06″ E |       |
| Bassins vieux, jardins de l'Obélisque et quais             | Port-Vendres                        | 5 juin 1945       | 3,57            |                                                              | 42° 31′ 15″ N, 3° 06′ 23″ E |       |
| Col de Puymorens                                           | Porté-Puymorens                     | 20 janvier 1942   | 78,31           |                                                              | 42° 33′ 35″ N, 1° 48′ 39″ E |       |
| Ruines du Castel Moro                                      | Porté-Puymorens                     | 3 mars 1943       | 18,75           |                                                              | 42° 32′ 39″ N, 1° 49′ 26″ E |       |
| Cours supérieur de l'Aude                                  | Puyvalador                          | 19 janvier 1934   | 24,96           |                                                              | 42° 39′ 53″ N, 2° 07′ 54″ E |       |
| Place Arago et son prolongement sud                        | Rivesaltes                          | 17 août 1944      | 1,17            |                                                              | 42° 46′ 04″ N, 2° 52′ 13″ E |       |
| Place, tour de l'Horloge et platane centenaire             | Rivesaltes                          | 3 octobre 1944    | 0,12            |                                                              | 42° 46′ 15″ N, 2° 52′ 27″ E |       |
| Tour ville et ses abords                                   | Rivesaltes                          | 6 avril 1945      | 0,03            |                                                              | 42° 46′ 16″ N, 2° 52′ 25″ E |       |
| Chapitre et ses abords                                     | Saint-Paul-de-Fenouillet            | 3 février 1944    | 0,18            |                                                              | 42° 48′ 41″ N, 2° 30′ 09″ E |       |
| Clue de la Fou                                             | Saint-Paul-de-Fenouillet            | 15 septembre 1944 | 126,65          |                                                              | 42° 48′ 08″ N, 2° 29′ 41″ E |       |
| Village de Valmanya                                        | Valmanya                            | 16 février 1946   | 5,62            |                                                              | 42° 32′ 19″ N, 2° 32′ 05″ E |       |
| Parc de la station thermale                                | Vernet-les-Bains                    | 30 septembre 1931 | 7,32            |                                                              | 42° 32′ 40″ N, 2° 23′ 18″ E |       |
| Partie ancienne de l'agglomération de Vernet-les-Bains     | Vernet-les-Bains                    | 15 janvier 1943   | 3,16            |                                                              | 42° 32′ 55″ N, 2° 23′ 20″ E |       |

#### Anciens sites
Neuf sites, précédemment inscrits, ont été radiés en 2022 :
- Requalifiés en sites patrimoniaux remarquables :
  - Arles-sur-Tech :
    - Mas et chapelle Santa Creu et leurs abords (17 août 1944)
    - Palaou et partie des bails Barjeau et de la Marine située devant (18 septembre 1944)
    - Tour Saint-Sauveur et ses abords (arrêté du 8 novembre 1943)

  - Prats-de-Mollo-la-Preste :
    - Agglomération et ses abords immédiats (7 octobre 1947)
    - Croix et calvaire du Gendreu (24 octobre 1944)
    - Ravin du Rourre (25 mars 1946)
- Requalifiés en monuments historiques :
  - Fenouillet : ruines du château de Sabarda et leurs abords (21 septembre 1944)
  - Mont-Louis : glacis (25 novembre 1933)
  - Perpignan : tour et chapelle du Château-Roussillon (24 juillet 1944)